# اناستازیو، موسویان
اناستازیو، موسویان (به لاتین: Anastazew, Masovian Voivodeship) یک منطقهٔ مسکونی در لهستان است که در Gmina Zabrodzie واقع شده‌است.